# Auf dem Hufen
Auf dem Hufen ist eine Hofschaft in der bergischen Großstadt Wuppertal. 

## Lage und Beschreibung
Die Hofschaft liegt im Nordwesten der Stadt auf 238 m ü. NHN im Nordosten des Wohnquartiers Eckbusch des Stadtbezirks Uellendahl-Katernberg nahe der Stadtgrenze zu Velbert. 
Benachbarte Wohnplätze und Ortschaften sind Römersleimberg, Oberste Leimberg, Unterste Leimberg, Schultenleimberg, Am Lindgen, Hugenbruch, Alter Triebel, Triebel und Grenze Jagdhaus.

## Geschichte
Der Ort ist auf der Topographischen Aufnahme der Rheinlande von 1824 als n. Hof und auf der Preußischen Uraufnahme von 1843 als Hufen eingezeichnet. Auf Messtischblättern trägt der Ort im Laufe des 20. Jahrhunderts den Namen Hufe, Hufen  bzw. Auf dem Hufen.
Im 19. Jahrhundert gehörte Auf dem Hufen zu der Bauerschaft Kleine Höhe der Bürgermeisterei Hardenberg, die 1935 in Neviges umbenannt wurde. Damit gehörte es von 1816 bis 1861 zum Kreis Elberfeld und ab 1861 zum alten Kreis Mettmann. 
1888 lebten in Auf dem Hufen zwölf Einwohner in einem Wohnhaus. Zu dieser Zeit wurde der Ort Hufe genannt.
Durch die nordrhein-westfälische Gebietsreform kam Neviges mit Beginn des Jahres 1975 zur Stadt Velbert und die östlichen Außenortschaften von Neviges um Auf dem Hufen wurden in Wuppertal eingemeindet.